# بلیشتورف
بلیشتورف (به آلمانی: Bliestorf) یک شهر در آلمان است که در هرتسوگتوم لاونبورگ واقع شده‌است. بلیشتورف ۶۹۵ نفر جمعیت دارد.